# Žarka Svirčev
Žarka Svirčev (Senta, 9.9.1983.) je  viša naučna saradnica u Institutu za književnost i umetnost u Beogradu, bila je jedna od članova NIN-ovog žirija za roman godine. Oblasti akademskog interesovanja su joj feminističke studije periodike, feminističke studije modernizma i avangarde, tradicije romana u srpskoj književnosti i studije Holokausta. Objavila je 4 monografije i mnoštvo studija u zbornicima i časopisima kao što su Zbornik Matice srpske za književost i jezik, Sveske, Serbian Studies: Journal of the North American Society for Serbian Studies, Knjiženstvo: časopis za studije književnosti, roda i kulture, Letopis Matice srpske i drugi. 

## Biografija
Žarka Svirčev je diplomirala 2007. godine na Filozofskom fakultetu Univerziteta u Novom Sadu na Odseku za srpsku književnost i jezik, osvojivši nagradu Univerziteta za ostvarenu ukupnu prosečnu ocenu na kraju studija. Na istom Odseku je masterirala 2009. sa temmom „Telo, starost i identitet u romanu Baba Jaga je snijela jaje Dubravke Ugrešić”. Doktorske studije je upisala 2010. godine na Filološkom fakultetu Univerziteta u Beogradu gde je odbranila disertaciju sa temom „Vinaverov doprinos komparatistici”.  
Radila je kao nastavnica srpskog jezika i književnosti z Ekonomskoj školi u Bečeju id 2008-2018. godine. U period od 2017-2018. radila je kao spoljna saradnica na Institutu za književnost i umetnost gde je od 2018. stalno zaposlena na projektu “Uloga Srpske periodike u formiranju književnih, kulturnih i nacionalnih obrazaca” koji je 2020. transformisan u Naučno odeljenje “Periodika u istoriji Srpske književnosti i kulture” 
Na Kolumbija univerzitetu u Njujorku je 2021. godine bila gostujuća profesorka na vebinaru „East Central Vanguard: New Perspectives on the Avant-Garde“ kao i na vebinaru „ Istraživanje nasleđa i značaj naučnica u Srbiji: metode i pristupi” u organizaciji Etnografskog muzeja SANU.  
Kao književna kritičarka redovno objavljuje u časopisu za književnost i teoriju „Polja”, u „ Beogradskom književnom časopisu” u na portalu „Komuna Links” 

## Izbor objavljenih studija i tekstova
- „Is-povest stranosti ili poetike transgresije Bobe Blagojević", Sveske,108, 2013, str. 66–62, 109, 2013, str. 100–106.[5][6]
- „Istina fikcije Kneževe večere: epistemološki status fikcije u drami Je li bilo kneževe večere? Vide Ognjenović", Zbornik Matice srpske za književnost i jezik, 1, 2013, str. 211–226.[7]
- „Nove perspektive istorije književnosti: rekonceptualizacija žanra i kanona", Slavistika[8], XVII (2013), str. 136–141.
- „Vinaver i ruska avangardna umetnost", Zbornik Matice srpske za slavistiku[9], 85 (2014), str. 85–102.
- “Tears of the Prodigal Daughter: Homoeroticism in Leposava Mijušković’s Prose”[10], Serbian Studies: Journal of the North American Society for Serbian Studies, Vol. 25, Nо. 2, 2011 [2014], pp. 241–258.
- „Vladimir Majakovski u Ruskom arhivu",  Časopis Ruski arhiv (1928-1937) i kultura ruske emigracije u Kraljevini SHS/Jugoslaviji[11], urednice Vesna Matović i Stanislava Barać, Institut za književnost i umetnost, Beograd, 2015, str. 307–320
- „Avangardni devojački roman: Pre sreće Milie Janković i Đakon Bogorodičine crkve Isidore Sekulić", Nova realnost iz sopstvene sobe. Književno stvaralaštvo Milice Janković, zbornik radova,[12] ur. J. Milinković i B. Dojčinović, Narodna biblioteka „Vuk Karadžić" - Univerzitetska biblioteka, Veliko Gradište - Beograd, 2015, stra 151-174
- „Poetski erotopis Drage Dejanović"[13], Knjiženstvo: teorija i istorija ženske književnosti na srpskom jeziku do 1915, zbornik radova, urednice B.Dojčinović, A. Vraneš, Z. Bečanović-Nikolić, Filološki fakultet, Beograd, 2015, str 159-178
- „Jugoslavenska žena - forum moderne spisatejlice"[14], Knjiženstvo: časopis za studije književnosti, roda i kulture, god. 5, broj 5, 2015
- „Feminizam kao stvaralačka platforma srpskih i hrvatskih avangardistkinja“[15], Hrvatsko-srpski/srpsko-hrvtski interkulturalizam danas. Zbornik radova sa međunarodnog znanstvenog skupa Desničini susreti 2016, urednik Drago Roksandić, Filozofski fakultet Sveučilišta u Zagrebu, Zagreb, 2017, str. 117–126.
- „Vinaverova i Lubardina Evropska noć[16]“, Zbornik radova. Naučni skup posvećen Petru Lubardi, ur. Jasna Jovanov, Kuća legata, Beograd, 2017, str. 56–65.
- „Žene na putu: potisnuti narativ srpske/jugoslovenske kulture"[17], Knjiženstvo: časopsi za studije književnosti, roda i kulture, 10, 2020.  http://www.knjizenstvo.rs/sr-lat/casopisi/2020/zenska-knjizevnost-ikultura/zene-na-putu-potisnuti-narativ-srpske-jugoslovenske-kulture#gsc.tab=0
- „Politike seksualnosti Ženskog pokreta"[18], Ženski pokret, (1920–1938): zbornik radova, ur. Jelena Milinković i Žarka Svirčev, Institut za književnost i umetnost, Beograd, 2021, str 147-155
- „Junakinje naših dana“ (predgovor), Nemiri između četiri zida: izbor pripovedaka srpskih književnica prve polovine XX veka, priredila Žarka Svirčev, Laguna, Beograd, 2021, str. 9–28
- „Urednice avangardnih časopisa"[19] Književna istorija: časopis za nauku i književnost, god 53, br. 175, 2021, str 105-129
- „Feminističke studije periodike i avangarda"[20], Književna istorija, 54, 2022
- „Poetika "naknadnog sećanja" u romanu "Trag kočenja" Judite Šalgo"[21], časopis za književnost, jezik, umetnost i kulturu „Nasleđe”, br 58, str 139-148

## Knjige
1. Ah, taj identitet! Dekonstrukcija rodnih stereotipa u stvaralaštvu Dubravke Ugrešić, Službeni Glasnik, Beograd, 2010.
2. Vinaverova književna republika, Službeni glasnik, Beograd 2017.
3. Portret prethodnice: Draga Dejanović, Gradsko pozorište, Bečej, 2018.
4. Avangardistkinje, Ogledi o srpskoj (ženskoj) avangardnoj književnosti, Institut za književnost i umetnost, Fondacija „Stanislav Vinaver“, Šabac, 2018